# Васил Киров (футболист)
Вижте пояснителната страница за други личности с името Васил Киров.
Васил Киров е български футболист, полузащитник и капитан на Рилски спортист (Самоков). Шампион с Литекс (Ловеч) за сезон 1998-99, с „оранжевите“ има и един мач в Шампионската лига срещу Спартак (Москва). Играл е в първенствата на Казахстан и Гърция

## Успехи
Литекс (Ловеч)
- Шампион (1): 1998-99